# 紙漿雜誌
紙漿雜誌（英語：pulp magazine）是指1896年到1950年代後期的廉價小說雜誌。 “紙漿”一詞源自於印刷雜誌的廉價木浆紙；用高品質紙張印刷的雜誌被稱為「光面紙」或「光油紙」。典型的紙漿雜誌有128頁，版面高25公分，寬18公分，厚度1.3公分，紙張邊緣並未修切整齊。
由紙漿雜誌衍生了低俗小說（pulp fiction）一詞，指的是俗氣的低品質文學作品。紙漿雜誌是19 世紀的「便士恐怖小說」、「一角錢小說」和短篇小說雜誌的後繼者。雖然不少受尊敬的作家也為紙漿小說寫稿，但這些雜誌引人注意的還是其中聳動、濫情的一部分內容－－雖然這並不是紙漿雜誌的全部。紙漿雜誌的後繼者包括平裝書、文摘雜誌和男性冒險雜誌。现代超级英雄漫画有時被認為是「英雄紙漿雜誌」的後繼者。紙漿雜誌經常刊登英雄角色的插圖小說長篇故事，例如Flash Gordon 、 魅影奇俠 、 Doc Savage和The Phantom Detective 。

## 歷史
第一個“紙漿雜誌”是弗蘭克·芒西 （Frank Munsey）於1896年將阿格西雜誌（Argosy）改版後出現的，每期大約135,000字（192頁），紙漿紙並未修剪邊緣，全書（包括封面）無插圖。當時使用蒸汽動力的印刷機已經廣為使用，一角錢小說的市場蓬勃發展；然而芒西首先將廉價印刷、廉價紙張、廉價作家組合起來，為年輕的工人階級提供負擔得起的娛樂。阿格西雜誌的銷量在六年中從每月幾千份增加到超過50萬份。
史吹特與史密斯（Street & Smith） 是個出版一角錢小說和男孩周刊的出版商，鑒於阿格西雜誌的成功，於1903年創辦了流行雜誌（The Popular Magazine），聲稱是世界上最大的雜誌（比阿格西雜誌長兩頁：封面和封底的內面），但排版不同，其實文字比阿格西雜誌少很多。流行雜誌也首開紙漿雜誌使用彩色封面之先河，且在1905年獲得連載亨利·萊特·哈葛德 的小說「阿霞」的權利，雜誌銷量開始增加。1907年售價調漲到15美分，每期增加30頁；隨著為雜誌建立穩定的作者群，發行量開始接近阿格西。史密斯公司下一個創新是推出主題式紙漿雜誌，每本雜誌都有特定類型主題，例如偵探故事、浪漫故事等。

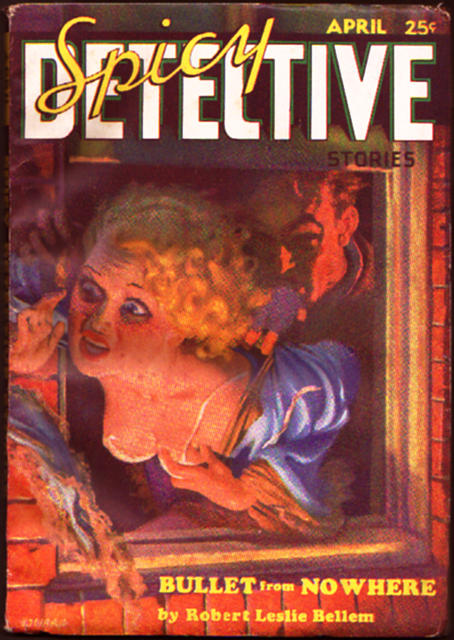
紙漿雜誌 Spicy Detective Stories 第二卷第六期（1935年4月）的封面。

紙漿雜誌的高峰期在1920年代至1940年代，最成功的紙漿雜誌每期可售出100萬份。1934年，弗蘭克·格魯伯 (Frank Gruber) 估計大約有150個紙漿雜誌。最成功的低俗雜誌是阿格西、冒險（Adventure）、藍書（Blue Book）、短篇故事集（Short Stories），有些紙漿雜誌歷史學家將之稱為「四大紙漿雜誌」。
在大萧条時期，紙漿雜誌為大眾提供了負擔得起的內容，與電影和廣播同為大眾主要娛樂之一。
儘管紙漿雜誌主要見於美國，但在爱德华时代和第二次世界大戰之間英國也有一些紙漿雜誌。德國奇幻雜誌 Der Orchideengarten 與美國紙漿雜誌的格式相似，也是印在粗糙的紙漿紙上，有大量插圖。
第二次世界大戰期間紙張短缺，成本上升，紙漿雜誌開始走下坡。從1941年開始版面縮小到文摘雜誌的大小，變得更小，但更厚。1949年，史吹特與史密斯將大部分紙漿雜誌停刊，改出版較高端的雜誌（光油紙雜誌）。
漫畫書和平裝小說進一步侵蝕了紙漿雜誌的市場，但電視的廣泛擴張敲響了紙漿雜誌的喪鐘。戰後美國民眾更加富裕，紙漿雜誌與精美雜誌售價差距越來越不明顯。1950年代，男性冒險雜誌開始取代紙漿雜誌。
1957年美國新聞公司（American News Company，當時紙漿雜誌的主要分銷商）的清算，有時被視為「紙漿雜誌時代」的結束。當時著名的紙漿雜誌已經消失，剩下的紙漿雜誌幾乎都是科幻或神秘雜誌，版面類似於「文摘大小」。現在有些長壽雜誌仍採用此版面，例如德國科幻周刊 Perry Rhodan（截至2019年超過 3,000期）。
曾有大量紙漿雜誌出刊；大眾出版（Popular Publications）的哈利·史提格（Harry Steeger ）估計該公司曾出版三百種紙漿雜誌，最多時一個月有42份。但很多雜誌壽命不長。大多數雜誌是月刊，但也有很多雙月刊，有些是季刊。
紙漿雜誌行業的崩潰改變了出版業，因為紙漿雜誌是短篇小說最大的出版管道。再加上光油紙雜誌小說市場衰退，創作小說為生的作家轉向寫作小說和短篇小說集。有的紙漿雜誌作家在1950年代開始為電視寫作。